# آيت سيلم (آيت فاسكا)
آيت سيلم هي إحدى مشيخات المملكة المغربية، تتبع جغرافيا لإقليم الحوز وإداريًا لآيت فاسكا. يقدر عدد سكانها بـ 12616 نسمة حسب الإحصاء الرسمي للسكان والسكنى لسنة 2004.